# Conroy (Iowa)
Conroy è un census-designated place (CDP) degli Stati Uniti d'America, situato nello stato dell'Iowa, nella contea di Iowa.